# Thomas Addison
Thomas Addison (2. travnja 1793. – 29. lipnja 1860.), poznati engleski liječnik i znanstvenik iz 19. stoljeća.
Njegova najpoznatija otkrića su degenerativna bolest nadbubrežnih žlijezda koja je nazvana Addisonova bolest, te Addisonova anemija, hematološki poremećaj uzrokovan neadekvatnom apsorpcijom vitamina B12, koja se danas naziva perniciozna anemija.
Thomas Addison je rođen u travnju 1793, točan datum je nepoznat. Rođen je u Longbentonu, naselju u blizini grada Newcastle. Roditelji su mu bili Saraha i Joseph Addison. Pohađao je lokalnu školu "Thomas Rutter school", a potom školu "Royal Free Grammar School" u Newcastle upon Tyne. Odlično je naučio latinski jezik, te ga je tečno govorio. Addisonov otac je htio da postane odvjetnik međutim on je 1812. upisao medicinu na sveučilištu u Edinburghu. Godine 1815. postao je doktor znanosti medicine. Iste godine je preselio u London gdje je radio i učio kirurgiju u bolnici "Lock Hospital". Bio je i učenik Thomasa Batemana u javnom dispanzeru. Zahvaljujućim svojim učiteljima, Addison je postao zadivljen bolestima kože. Ta zadivljenost ostala je čitav život, te je dovela do opisa kožnih promjena u bolesti koju danas znamo kao Addisonova bolest.
Addison je bolovao od depresije te je 29. lipnja 1860.g. počinio samoubojstvo. 